# Ema Pukšec
Ilma de Murska (pravim imenom Ema Pukšec; Ogulin, 6. veljače 1834. – München, 14. siječnja 1889.) bila je hrvatska operna pjevačica, koloraturni sopran.
Svojom pojavom, ekscentričnošću i pjevačkim darom je bila metom pozornosti, gdjegod je djelovala.
Njezin rad nije prošao nezapažen u svijetu, tako da su je poznate osobe njezina vremena nazivale hrvatskim slavujem (H. Klein), povijesnom pjevačicom 19. stoljeća (R. Celetti), lady of position (G. B. Shaw).
S uspjehom je nastupala na opernim pozornicama u Italiji, Mađarskoj i Španjolskoj.

U bečkoj Dvorskoj operi nastupa od 1864. do 1873., zatim u Njemačkoj (Berlin, Hamburg), Francuskoj (Pariz), Engleskoj (London) i njenim posjedima Australiji i Novom Zelandu, Rusija, Americi.
Njoj u čast se održavaja kulturološka manifestacija  „Dani Ilme de Murske” u Ogulinu.

## Vanjske poveznice

### Sestrinski projekti
|  | Zajednički poslužitelj ima još gradiva o temi Ema Pukšec |

### Mrežna sjedišta
- Murska, Ilma de (von) Hrvatska enciklopedija. LZMK
- Opera.hr – Marija Barbieri: »Ilma de (di, von) Murska«  Arhivirana inačica izvorne stranice od 17. veljače 2021. (Wayback Machine)
- www.academia.edu – Fr. Š. Kuhač: ILMA pl. MURSKA, Zagreb: Tisak Antuna Scholza, 1905.
- Matica.hr / Vijenac – Marija Barbieri: Hrvatski operni pjevači 1945.-2002.  Arhivirana inačica izvorne stranice od 30. svibnja 2016. (Wayback Machine)
- Broadway Photographs: Ilma de Murska (engl.)
- Trove – Digitised newspaper and more: »The Merriage of Madame Ilma de Murska« (engl.) (objavljeno 31. svibnja 1876.)